# Штайниц, Вольфганг
Во́льфганг Шта́йниц (также Штейниц, нем. Wolfgang Steinitz; 28 февраля 1905, Бреслау — 21 апреля 1967, Берлин) — немецкий языковед, известный своими исследованиями финно-угорских языков, прежде всего xантыйского языка, изданием учебника русского языка для немцев и сборника немецких народных песен демократического характера, известного в Германии как Der Große Steinitz, этнограф, музыковед. Вице-президент Академии наук ГДР в 1954—1963 годах. Член ЦК СЕПГ в 1954—1958 годах.
Штайниц родился в Бреслау (Германия), ныне Вроцлав (Польша). Во время учёбы в Венгерском институте Берлинского университета заинтересовался финно‐угорскими языками, побывал в Венгрии, Финляндии, Эстонии. Там познакомился с видными финно‐угроведами и получил квалифицированную лингвистическую подготовку, опубликовал ряд научных статей. В 1932 году защитил диссертацию по теме «Параллелизм в финно‐карельской народной поэзии».
После прихода к власти национал-социалистов коммунист Штайниц, еврей по происхождению, эмигрировал в СССР в 1934 году. Преподавал в Институте народов Севера, профессор. В 1935 году проводил полевые исследования у хантов, результаты которых были изданы впервые после его депортации из СССР в 1937 году в городе Тарту.
Через Эстонию перебрался в Стокгольм (Швеция), где прожил до 1945 года, работал в финно‐угорском институте Стокгольмского университета. После войны вернулся в Берлин, где возобновил исследования славистики и опубликовал свой учебник русского языка, работал в Институте финно-угристики при Берлинском университете, создал Институт немецкой этнографии (Institut für deutsche Volkskunde), стал членом и потом вице-президентом Академии наук и в 1954 был назначен членом ЦК СЕПГ. В 1955 и 1956 годах выступил перед ЦК с резкой критикой фактов притеснения учёных в ГДР. Ознакомившись с содержанием секретного доклада Хрущёва на XX съезде КПСС, Штайниц стал критически относиться к системе.
В 1967 году умер от инсульта.